# Hunter Prey
a nu se confunda cu episodul Hunter, Prey din Babylon 5
Hunter Prey este un film de acțiune științifico-fantastic din 2009 regizat de Sandy Collora. Scenariul este scris de Collora și Nick Damon. Filmările au avut loc în Mexic și s-a folosit camera RED. Filmul a debutat cu o previzualizare la Universitatea din California de Sud, în februarie 2010, și a fost lansat pe DVD pe 27 iulie 2010.

## Povestea
Nava spațială a unui grup de comando de elită intergalactic se prăbușește pe o planetă străină în timp ce transporta un prizonier extraterestru. Prizonierul este cel care a declanșat prăbușirea pentru a evada. În timp ce loialitățile grupului sunt puse sub semnul întrebării, ei trebuie să caute, să vâneze și să prindă prizonierul pentru a-l duce în viață la destinație, pe planeta Sedonia. Curând se dovedește că prizonierul este foarte periculos, rând pe rând  ucigând câte un membru al grupului. Misiunea nu este ceea ce pare a fi, iar prizonierul este ultimul în viață din rasa sa.

## Distribuția
- Isaac C. Singleton Jr este Comandantul Karza
- Clark Bartram este prizonierul Jericho
- Damion Poitier este Centauri 7